# ピーター・ミルマン

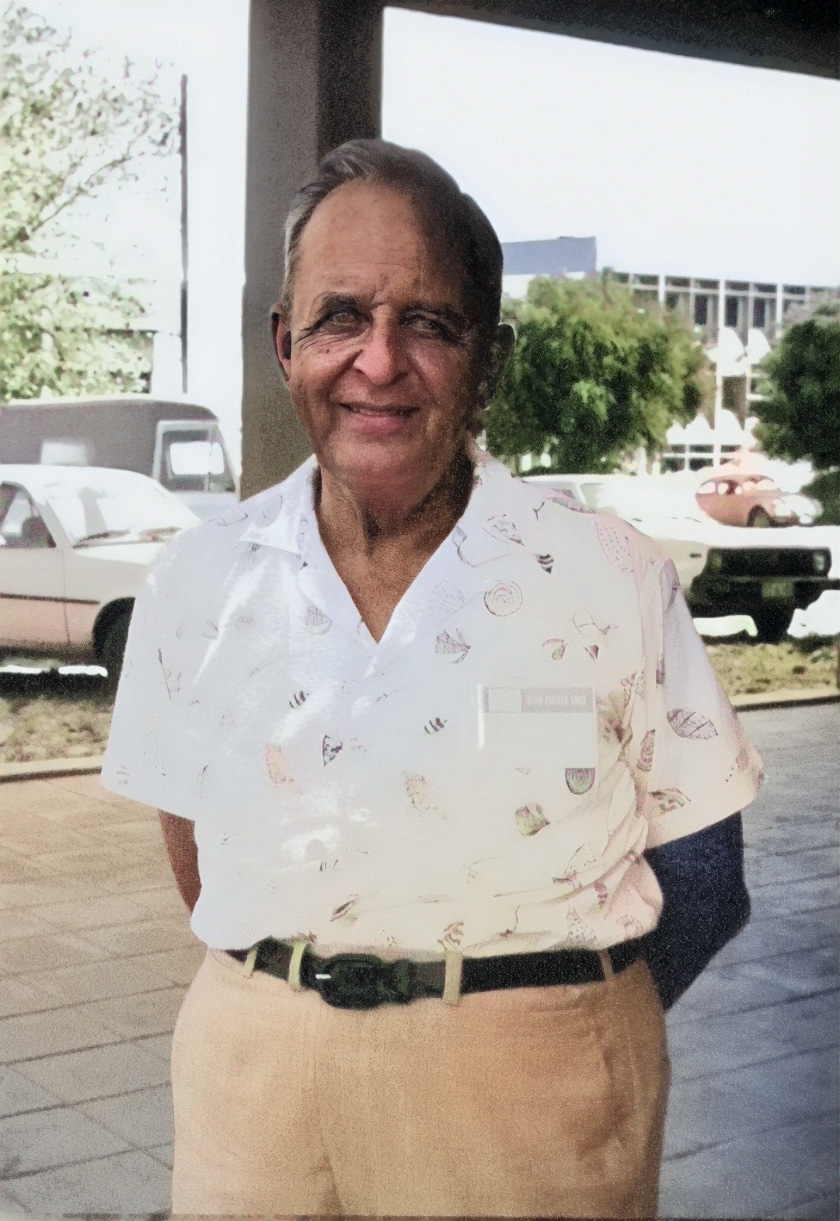
ピーター・ミルマン

ピーター・ミルマン（Peter Mackenzie Millman、1906年8月10日 - 1990年12月11日）はカナダの天文学者である。流星の研究で知られる。
1933年から1940年の間、デービッド・ダンラップ天文台で働き、第二次世界大戦中はカナダ空軍に従軍した。1946年からドミニオン天文台で働き、1955年からカナダ国家研究機構（National Research Council of Canada）に移った。
卒業研究でハーロー・シャプレーの助言で流星の分光学研究を始め、以降流星の研究を続けた。1946年の10月9日のジャコビニ流星群の観測を組織し多くの成果を得た。
1954年に全米科学アカデミーから、J・ローレンス・スミス・メダルを受賞した。火星のクレーターと小惑星、(2904) Millmanに命名された。